# Lüderich

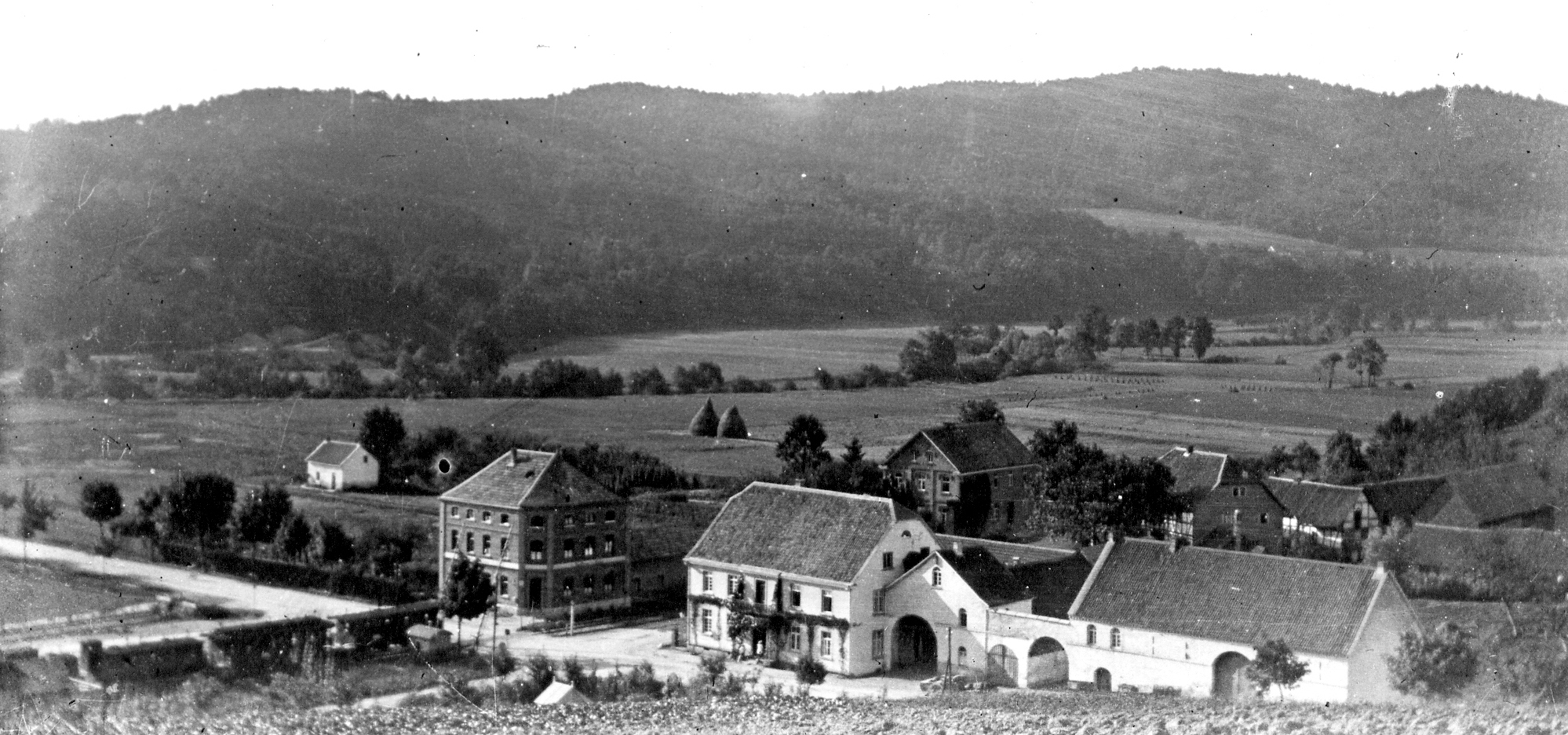
Der Lüderich vor seiner Erschließung um 1892

Der Lüderich ist ein Höhenzug, der sich in den Städten Overath, Rösrath und Lohmar im Bergischen Land in Nordrhein-Westfalen erstreckt. Er ist mit einer Höhe von 260,2 Metern über Normalnull die höchste Erhebung in Rösrath.

## Der ehemalige Bergbau

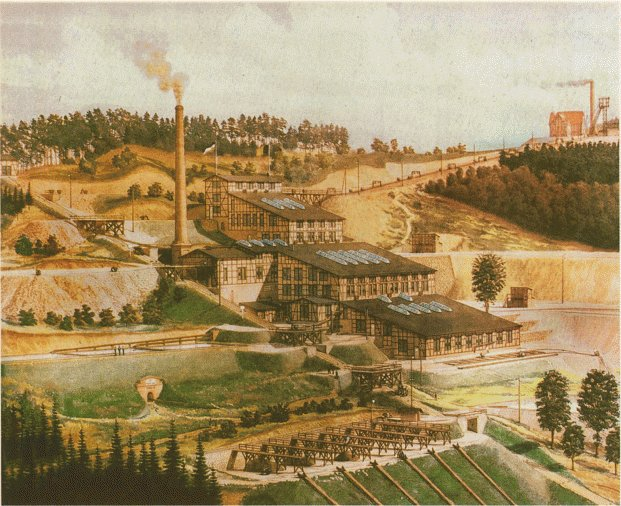
Erzaufbereitung am Lüderich, Gemälde von Wilhelm Scheiner, 1897

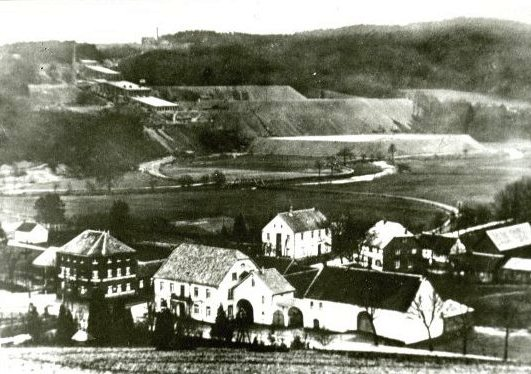
Blick von Untereschbach auf den Lüderich 1905

Der Bergbau im Erzrevier Bensberg hat am Lüderich eine lange Geschichte. Ausführlich wird darauf im Artikel über die Grube Lüderich eingegangen. Das Grubenfeld Lüderich zog sich aus dem Stadtgebiet Overath in das Stadtgebiet Rösrath auf einer Strecke von etwa vier Kilometer von Nord nach Süd über den Berg mit den Lagerstätten: Nordlager, Bleifelder Lagerstätte, Frühling, Bergmannsfreude, Sommer, Hangender Sommer, Franziska und Franziskaquergang. Im Süden folgte im Stadtteil Hoffnungsthal die Grube Bergsegen.  Am westlichen Hang lagen die Bergwerke Grube Anacker, Grube Aurora, Grube Gustav Bischof, Gruben Nestor und Peter, Grube Schnepfenthal, Grube Volta, Grube Wallenstein und Grube Wallenstein II. Am östlichen Hang befand sich in der Umgebung der Straße Am Heidenkeller die Grube Leibnitz.

## Erinnerungen an den Bergbau

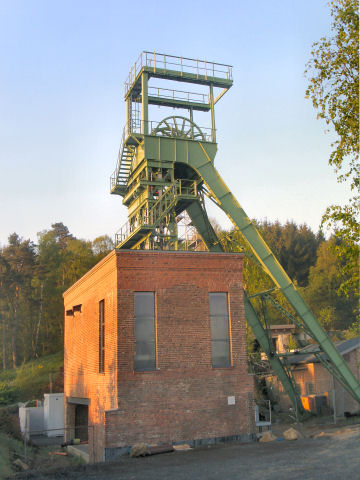
Förderturm der Hauptschachtanlage bei Overath-Steinenbrück

Das Fördergerüst des Hauptschachtes steht weithin sichtbar als Denkmal an seinem alten Platz, das ehemalige Maschinenhaus ist heute Clubhaus des Golfclubs Lüderich. Einer der alten Hochbehälter wurde zum Carport umfunktioniert. Von der Schachthalde des Hauptschachts grüßt das Barbarakreuz aus Edelstahl weit in das Bergische Land. Ein ehemaliger Luftschutzbunker in Steinenbrück in der Nähe des Kreuzes, der nach dem Zweiten Weltkrieg als Übungsraum der Grubenwehr diente, beherbergt jetzt eine Mariengrotte.
Am Rand des hinteren Rothenbachtals steht versteckt im Wald das Fördergerüst des Franziskaschachts ebenfalls als Denkmal. Das ehemalige Haus des Steigers sowie die Waschkaue sind im unteren Teil des Tals direkt neben dem jetzt mit Beton verschlossenen Eingang zum Franziskastollen zu finden.

## Barbarakreuz

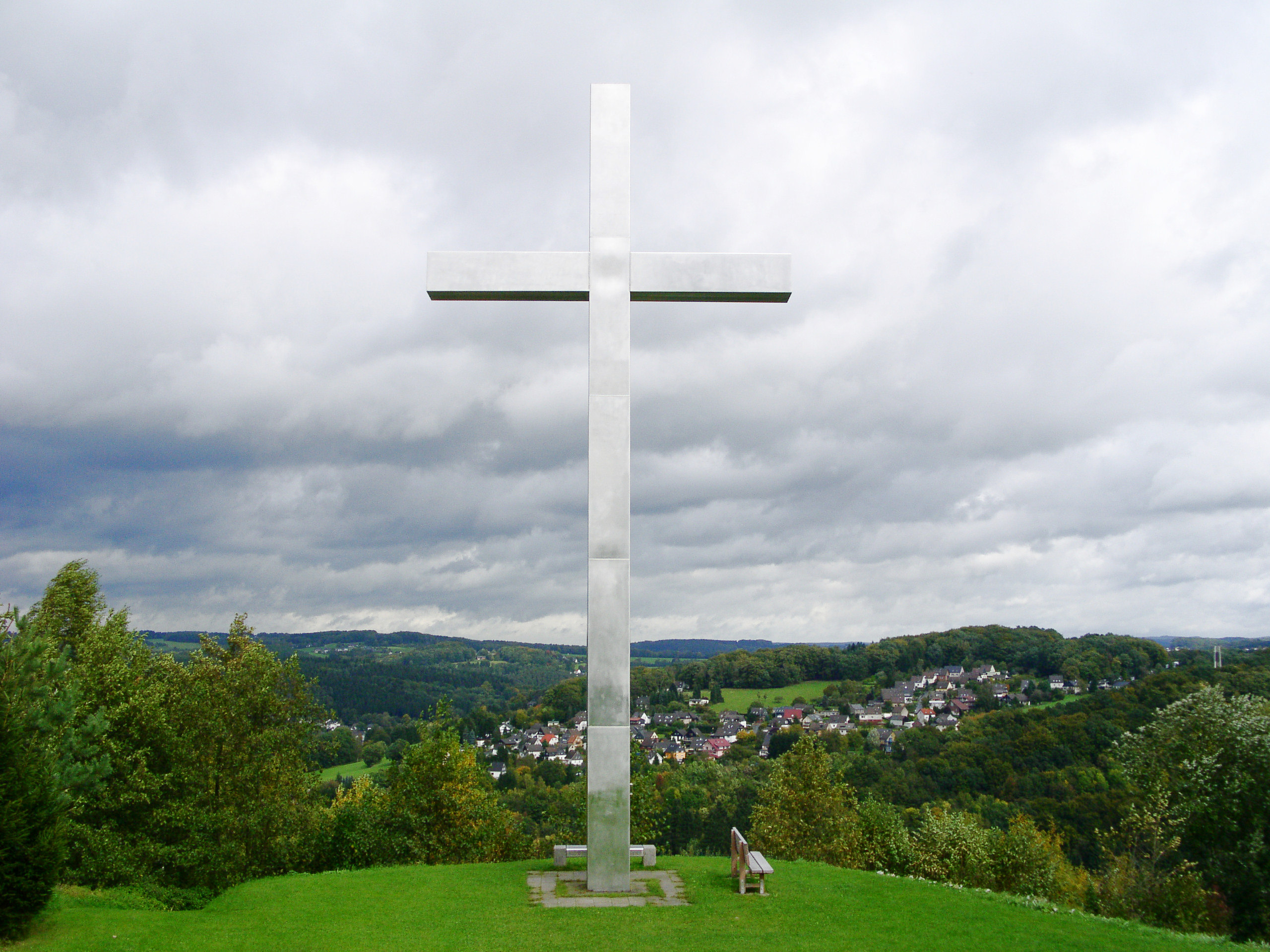
Barbarakreuz

Auf der Spitze der Bergehalde des Hauptschachts wurde ein Kreuz aus Edelstahl errichtet. Auf einem markanten Geländepunkt sticht es in der Umgebung hervor und bildet dadurch einen Blickfang. Die Anregung zum Bau kam von Bürgermeister Siegfried Raimann. Anschließend wurde das Kreuz im August 1997 von der Katholischen Kirchengemeinde St. Barbara errichtet. Es ist 15 Meter hoch. Die Einweihung erfolgte am 6. September 1997 durch Weihbischof Klaus Dick.
Das Kreuz trägt folgende Aufschrift:

„Dieses Kreuz ist den Bergleuten der Grube Lüderich im Namen ihrer Schutzpatronin, der Heiligen Barbara, gewidmet.

Es wurde von der Katholischen Kirchengemeinde St. Barbara Steinenbrück mit Hilfe vieler Spender errichtet. 6. September 1997 Reimund Fischer Pfarrer“

## Sonstiges

### Bodendenkmal
Das Bergbaugebiet Lüderich südöstlich von Untereschbach bis Hoffnungsthal ist als Bodendenkmal Nr. 6 in die Liste der Bodendenkmäler in Overath eingetragen.

### Golfsport
Auf dem nordwestlichen Teil des Lüderichs befindet sich ein 18-Loch-Golfplatz mit Driving Range und Indoor-Halle mit Putting- u. Pitchinggreen.

### Bergbauwanderweg
Der Bergbauweg, ein 12 km langer ausgeschilderter Rundwanderweg vom Bahnhof Hoffnungsthal, verbindet auf zehn Stationen die Erinnerungen an den Bergbau am Lüderich.

## Deponie
Oberhalb des Golfplatzes hat man mit Gefälle in Richtung des ehemaligen Zentralschachts und Auguststollens eine Erddeponie für Bodenaushub eingerichtet. Weil man auch Rostasche der Leverkusener Müllverbrennungsanlage ablagern wollte, kam es in der Bevölkerung zu Protesten. Eine illustrierte Zusammenfassung über die Ereignisse hat die Bürgerinitiative „Das Sülztal stellt sich quer“ im Internet veröffentlicht.

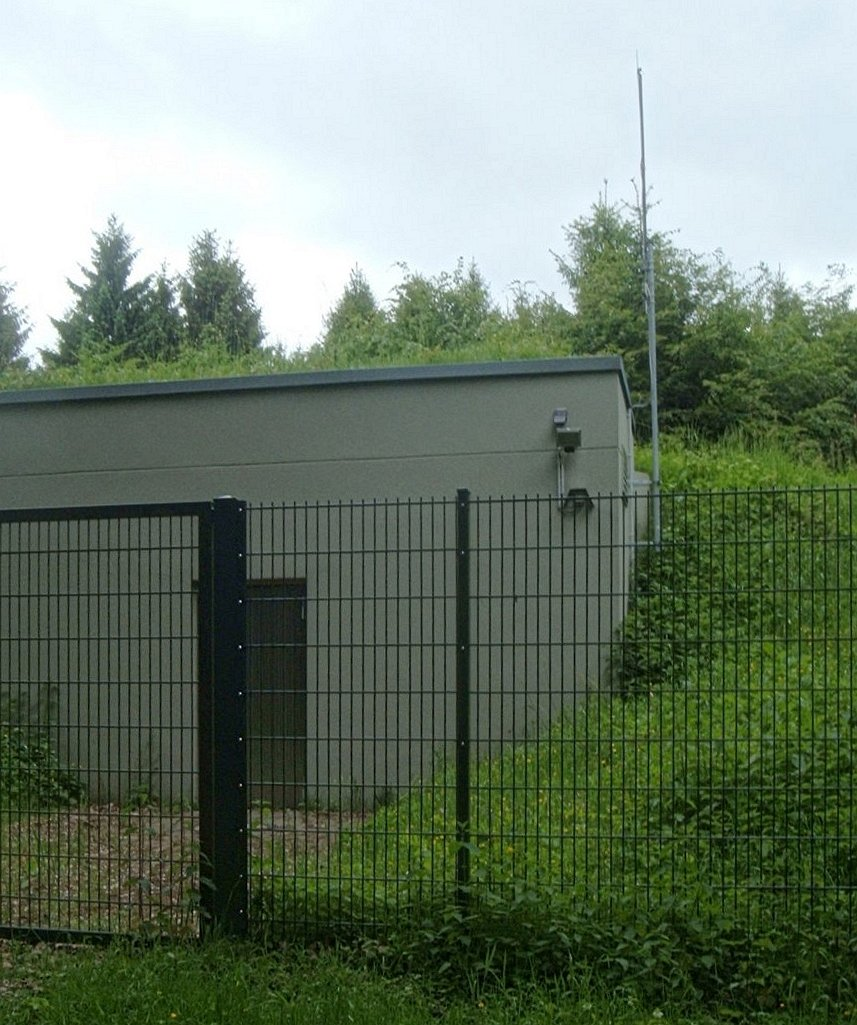
Hochbehälter auf dem Lüderich

## Gipfel
Auf dem höchsten Punkt des Lüderichs befinden sich
- Der Ringwall Lüderich, eine eisenzeitliche Befestigungsanlage, sowie
- ein Hochbehälter.

Lage Hauptschacht •
Lage Hochbehälter •
Lage Barbarakreuz •
Lage Luftschutzbunker •
Lage Franziskaschacht •
Lage Waschkaue und Haus des Steigers •
Lage Berg Lüderich